# Pélican d'Amérique
Pelecanus erythrorhynchos
Espèce
Statut de conservation UICN

 LC  : Préoccupation mineure
Le Pélican d'Amérique ou Pélican blanc (Pelecanus erythrorhynchos) est une espèce d'oiseaux aquatiques appartenant à la famille des Pelecanidae. On le retrouve du nord de l'Alberta au Canada, jusqu'au Nicaragua et Costa Rica, dans les marais et les lacs peu profonds. Son nid est simplement constitué d'un amas de branchages au sol ou dans un arbre.

## Taxonomie
Le pélican blanc d'Amérique a été officiellement décrit en 1789 par le naturaliste allemand Johann Friedrich Gmelin dans son édition révisée et augmentée du Systema naturae de Carl von Linné. Il l'a placé avec les autres pélicans du genre Pelecanus et a inventé le nom binomial Pelecanus erythrorhynchos. Gmelin a basé sa description sur le « pélican à bec rugueux » décrit en 1785 par le médecin, naturaliste et écrivain britannique John Latham. Latham avait accès à trois spécimens amenés à Londres depuis New York et la région de la baie d'Hudson en Amérique du Nord,. Le nom scientifique signifie « pélican à bec rouge », du terme latin désignant un pélican, Pelecanus et erythrorhynchos, dérivé des mots grecs anciens erythros (ἐρυθρός, « rouge ») + rhynchos (ῥύγχος, « facture »). L'espèce est monotypique : aucune sous-espèce n'est reconnue,.

## Description

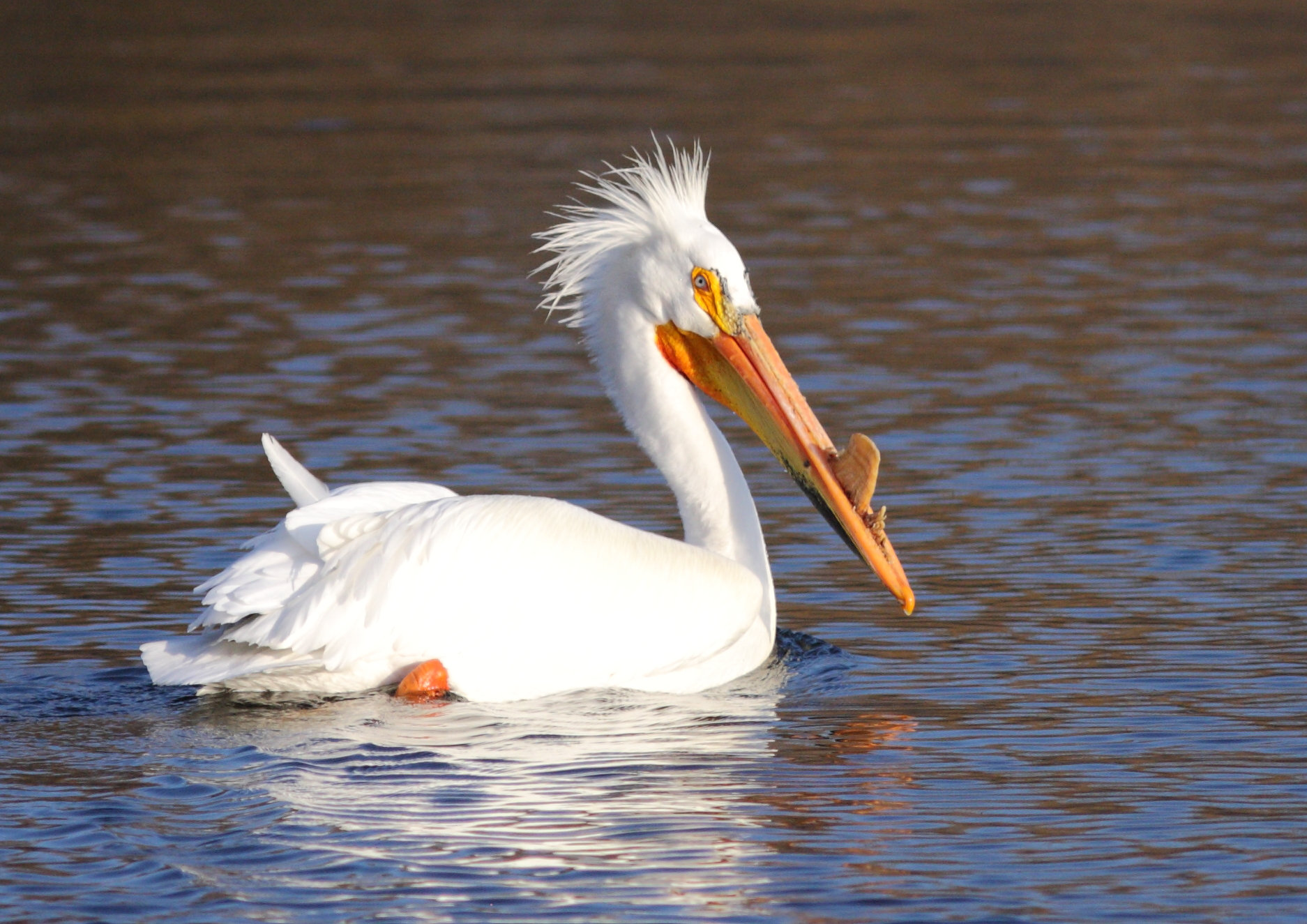
Pélican pris en photo en 2013 à Green Bay dans le Wisconsin.

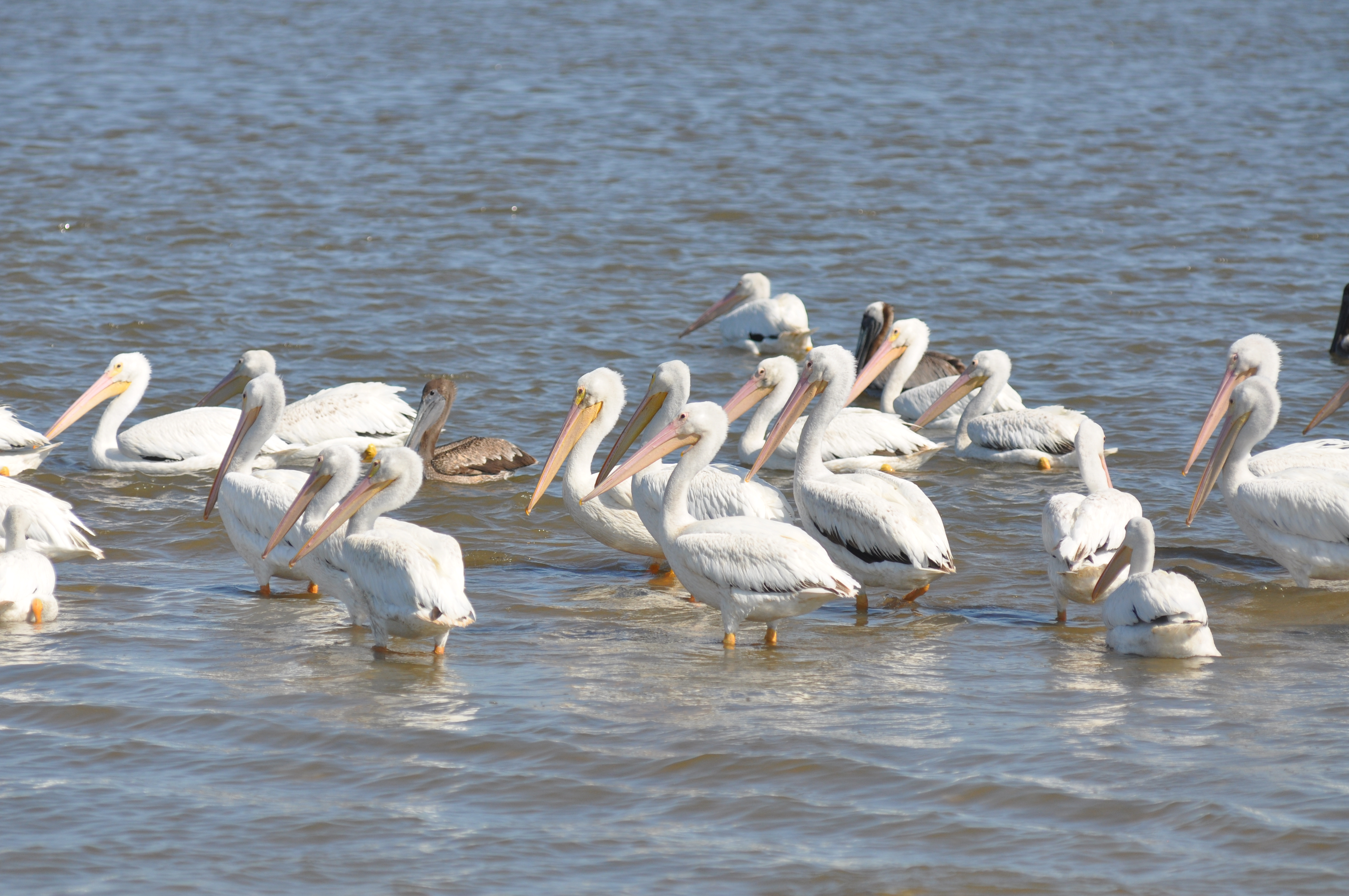
Groupe de pélicans avec immature et adulte pris à Brunswick en Géorgie, Usa.

Le Pélican d'Amérique est plus petit que son cousin le Pélican blanc d'Eurasie, avec une longueur de 1,2m à 1,5m pour une envergure de 2,75m (c'est l'oiseau avec la plus grande envergure d'Amérique du Nord après le Condor de Californie) pour un poids de 7,5 kg,. Il diffère de son cousin le Pélican brun par un poids plus important tout comme sa taille et d'un plumage blanc avec des rémiges tertiaires, secondaires et primaires noires, avec un aspect plus lisse et régulier de la disposition des plumes qui sont plus courtes,. C'est la seule des huit espèces de pélicans à posséder un bec en « corne ». La corne tombe une fois que les oiseaux se sont accouplés et ont pondu leurs œufs. En dehors de la saison de reproduction, les parties nues deviennent de couleur plus terne. Ils ont de petits yeux sombres (la pupille est peu distincte de l'iris), des pattes orangées, et une poche jugulaire orange/jaune sous son bec imposant d'une taille de 29 à 39 cm pour les mâles et de 26 à 36 cm pour les femelles, à noter que certain peuvent avoir une poche jugulaire verte barré, comme un spécimen conservé au muséum des sciences naturelles à Bruxelles,,. Du début du printemps jusqu'à la fin de la reproduction au milieu ou à la fin de l'été, les plumes de la poitrine ont une teinte jaunâtre. Après la mue dans le plumage du haut de la calotte devient souvent grisâtres, alors que des plumes noirâtres poussent entre la petite crête blanche et vaporeuse. Hormis la différence de taille, les mâles et les femelles se ressemblent exactement,. Les oiseaux immatures ont un plumage gris clair avec une nuque et des rémiges brunâtres plus foncés. Leurs parties nues sont gris terne. Les poussins sont d'abord nus, puis portent des plumes blanches partout, avant de muer jusqu'au plumage immature. La longévité de l'espèce est estimée dans le milieu sauvage à 16 ans, ce qui est légèrement moins que son cousin européen ; le plus vieux pélican à l'état sauvage à avoir été répertorié a été capturé en 1983 dans le Dakota du Nord et avait 23 ans,. En captivité cette espérance de vie peut aller jusqu'à 34 ans.

## Distribution

Carte de répartition du pélican blanc d'Amérique du Nord.
Aire de nidification
Voie migratoire
Présent à l'année
Aire d'hivernage

Les pélicans blancs d'Amérique nichent en colonies de plusieurs centaines de couples sur des îles situées dans des lacs saumâtres et d'eau douce isolés de l'intérieur de l'Amérique du Nord. La colonie nicheuse la plus au nord se trouve sur les îles des rapides de la rivière des Esclaves, entre Fort Fitzgerald, en Alberta, et Fort Smith, dans les Territoires du Nord-Ouest,,. Plusieurs groupes visitent la réserve ornithologique de Useless Bay, dans l'État de Washington, depuis 2015. Environ 10 à 20 % de la population se trouve sur l'île Gunnison, dans le Grand Lac Salé du Grand Bassin, pour la nidification. Les colonies les plus au sud se trouvent dans le sud-ouest de l'Ontario et dans le nord-est de la Californie. Des colonies de nidification existent aussi loin au sud que dans le comté d'Albany, dans le sud du Wyoming,. Ils hivernent sur les côtes du Pacifique et du golfe du Mexique, depuis le centre de la Californie et de la Floride jusqu'au Costa Rica, et le long du fleuve Mississippi,,. Dans les quartiers d'hiver, on les trouve rarement en pleine mer, préférant les estuaires, les baies et les lacs. Ils traversent des déserts et des montagnes mais évitent le large lors de leur migration. Mais des oiseaux errants, souvent déviés par les ouragans, ont été observés dans les Caraïbes. En territoire colombien, ils ont été enregistrés pour la première fois le 22 février 1997 sur l'île de San Andrés, où elle aurait pu être balayée par l'ouragan Marco qui est passé à proximité en novembre 1996. Depuis, il y a eu également quelques observations susceptibles de concerner cette espèce en Colombie dans la municipalité de Calamar. Il n'y qu'au Texas le long du Colorado (fleuve du Texas) et de la côte que les pélicans blancs sont présents à l'année.

## Populations
Les tailles des populations sont assez mal connu, mais on estime qu'il y a entre 100 000 et 200 000 individus nicheurs au Canada. Depuis les années 1970 les populations sont graduellement en hausse, mais présente un faible risque de disparition du fait des activités humaines. Les populations américaines devrait se chiffrer à 180 000 individus. Cela dit la population totale ne fait pas entre 280 000 et 380 000, les oiseaux pouvant sans problème passer la frontière.

## Alimentation
Contrairement au pélican brun (P. occidentalis), le pélican blanc d'Amérique ne plonge pas pour se nourrir. Au lieu de cela, il attrape ses proies en nageant comme son cousin européen ou à son cousin australien le pélican à lunettes. Chaque oiseau mange environ deux kilos de nourriture par jour. Les poissons capturés par les pélicans peuvent varier de la taille d'un Méné à des Esox pesant 1,75 kilogrammes. Les proies typiques des  comprennent des poissons tel que les cypriniformes comme la carpe commune (Cyprinus carpio), le Siphateles bicolor et les ménés,. Ils peuvent aussi se nourrir de Perciformes comme l'Archoplites interrompu ou la perchaude (Perca flavescens), de Salmoniformes comme la truite arc-en-ciel (Oncorhynchus mykiss) et de saumon du Pacifique, de Siluriformes (poisson-chat), ainsi que de carangue(mais cela reste rare pour les carangue),,,. Les pélicans blancs d'Amérique peuvent aussi mais cela est plus rare manger des écrevisse, des amphibien dont des larves de salamandres, il peut arriver qu'il mange de petit oiseau voir des mammifères, mais c'est vraiment très rare,. Les oiseaux nichant dans des lacs salés, où la nourriture est rare, parcourent de plus grandes distances vers de meilleures aires d'alimentation, c'est le cas notamment en Floride.

## Reproduction

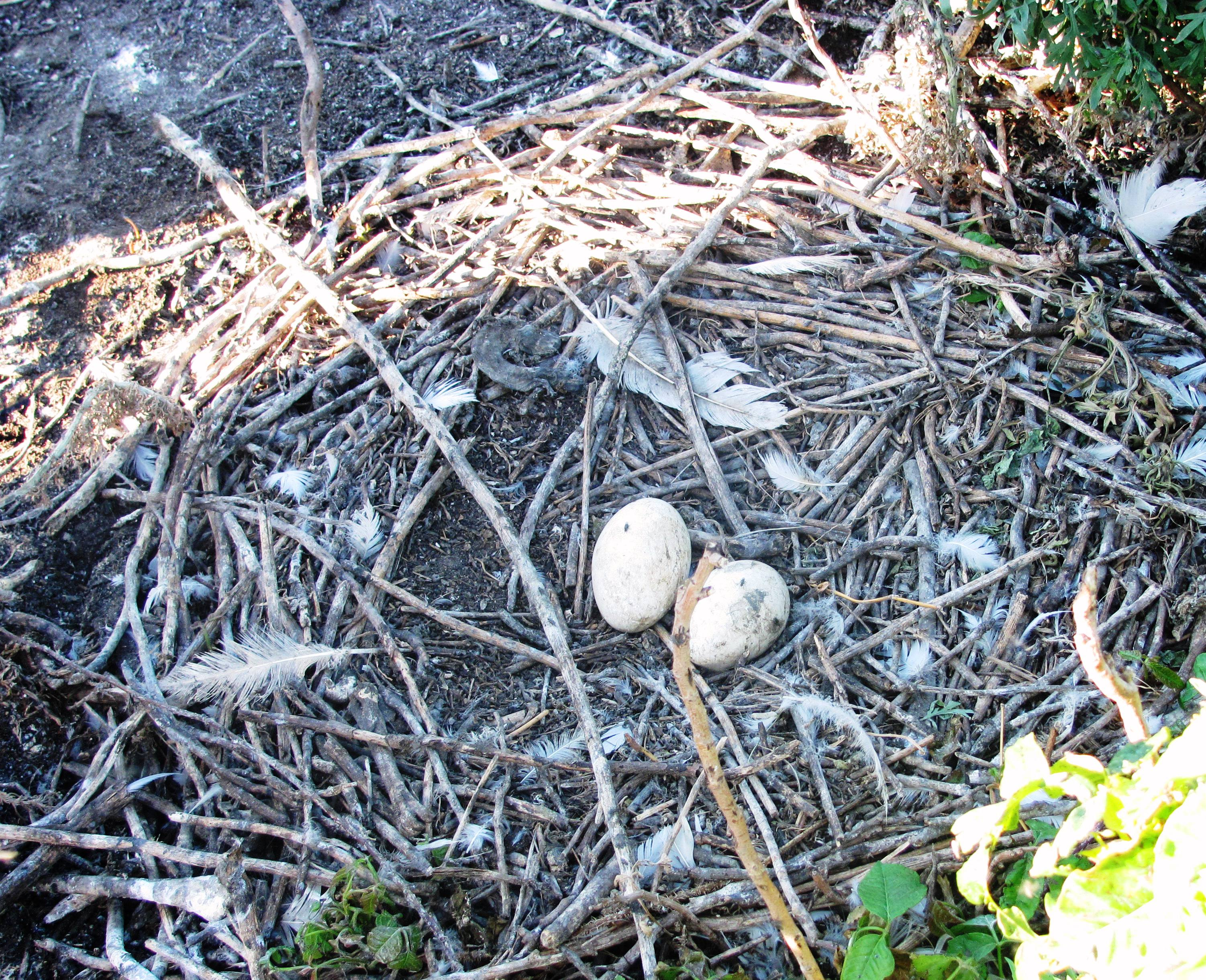
Nid de pélican blanc d'Amérique du nord.

Les pélicans blanc sont des reproducteurs coloniaux, avec jusqu'à 5 000 couples par site voir plus pour des sites exceptionnels,. Les oiseaux arrivent sur les aires de reproduction vers mars ou avril ; la nidification commence entre début avril et début juin. Pendant la saison de reproduction, les mâles et les femelles développent une bosse prononcée au sommet de leur gros bec,,. Cette croissance remarquable disparaît à la fin de la saison de reproduction,,. Le nid est une dépression peu profonde creusée dans le sol, dans laquelle des brindilles, des bâtons, des roseaux ou des débris similaires ont été rassemblés,,. Après environ une semaine de parade nuptiale et de construction du nid, la femelle pond une couvée de deux ou trois œufs, parfois un seul, parfois jusqu'à six,,,. La couvaison durent environ un mois. Les jeunes quittent le nid 3 à 4 semaines après l'éclosion ; à ce stade, un seul jeune par nid a généralement survécu,,,. Ils passent le mois suivant dans une crèche ou « pod » (utilisé dans les pays anglo-saxon), muant en plumage immature et apprenant finalement à voler,,,. Après l'envol, les parents s'occupent de leur progéniture pendant encore trois semaines, jusqu'à ce que les liens familiaux étroits se séparent à la fin de l'été ou au début de l'automne, et que les oiseaux se rassemblent en groupes plus importants sur de riches aires d'alimentation en préparation pour la migration vers les quartiers d'hiver. Ils migrent vers le sud entre septembre et octobre,,,.

## Prédation
Les renards roux et les coyotes peuvent se nourrir de jeune individus, voir d'adulte et d'œufs, il arrive que des goélands se nourrissent d'œufs et d'oisillons de pélicans ( le goéland à bec cerclé et le goéland de Californie), ainsi que de Grand Corbeau,,,. Les jeunes pélicans peuvent être des proies potentiel par des Strigiformes comme le grand-duc d'Amérique, ou des rapaces diurnes comme la buse à queue rousse, le pygargue à tête blanche et autre,,,. Les pélicans réagissent différemment aux menaces des mammifères et aux menaces aviaires,,,. Bien qu'assez accessibles lorsqu'ils se nourrissent, les pélicans peuvent abandonner temporairement leur nid si un humain s'approche de la colonie,,,. Cependant, si la menace est un autre oiseau, les pélicans n'abandonnent pas le nid et peuvent combattre l'intrus en le piquant avec leur bec considérable. Les pélicans adultes ont peu de prédateurs. Seuls les renards roux et les coyotes s'attaquent en de rares occasions aux adultes nicheurs.

## Statut de conservation
Cette espèce est protégée par le Migratory Bird Treaty Act de 1918. Elle bénéficie du statut de protection du California Department of Fish and Wildlife comme espèce préoccupante de Californie (CSC). À l'échelle mondiale, cependant, l'espèce est suffisamment commune pour être considérée comme une espèce peu préoccupante selon l'UICN. La perte d'habitat est la principale cause connue d'échec de nidification, les inondations et la sécheresse étant des problèmes récurrents. Les pertes d'origine humaine comprennent l'emmêlement dans les engins de pêche, les perturbations liées à la navigation de plaisance et le braconnage, ainsi qu'une dégradation supplémentaire de l'habitat. Il y a aussi le dérangement lié aux activités humaine et notamment le tourisme, c'est le cas au Canada. Il y a eu un déclin prononcé du nombre de pélicans blancs d'Amérique au milieu du XXe siècle, attribuable à la pulvérisation excessive de DDT, d'endrine et d'autres organochlorés dans l'agriculture ainsi qu'au drainage et à la pollution généralisés des zones humides. Mais les populations se sont bien rétablies après l’entrée en vigueur de lois plus strictes sur la protection de l’environnement et sont aujourd’hui stables ou en légère augmentation. Dans les années 1980, on estimait que plus de 100 000 pélicans blancs d’Amérique adultes existaient à l’état sauvage, avec 33 000 nids au total dans les 50 colonies du Canada et 18 500 nids dans les 14 à 17 colonies des États-Unis. L'érosion des rives des colonies de reproduction reste un problème dans certains cas, tout comme les empoisonnements massifs occasionnels lorsque des pesticides sont utilisés à proximité des sites de reproduction ou d'hivernage.

## Dans la culture populaire
Le pélican d'Amérique est présent dans le tome 7 de la Bande dessinée Yakari, dans Yakari et l'étranger.

## Galerie

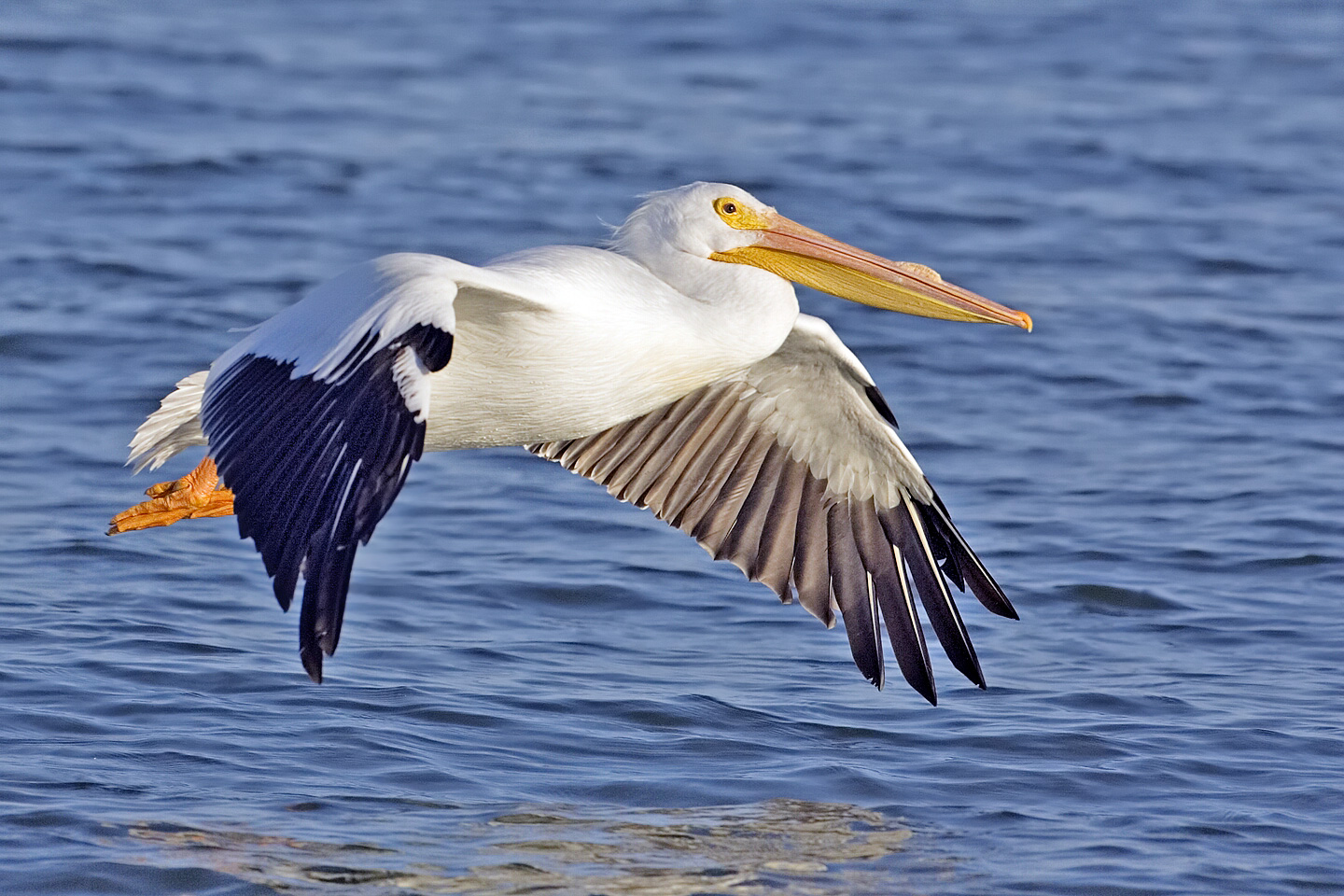
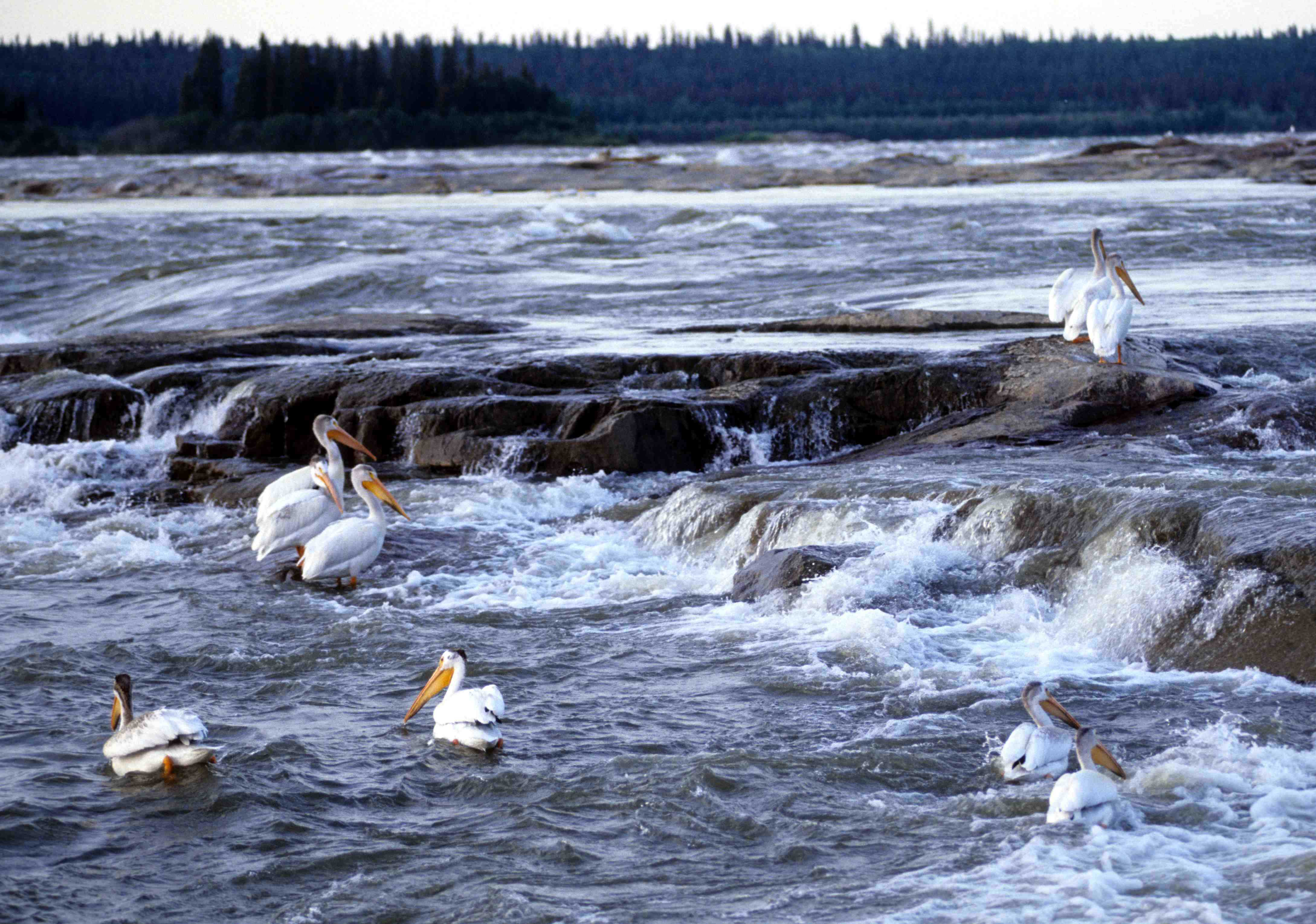
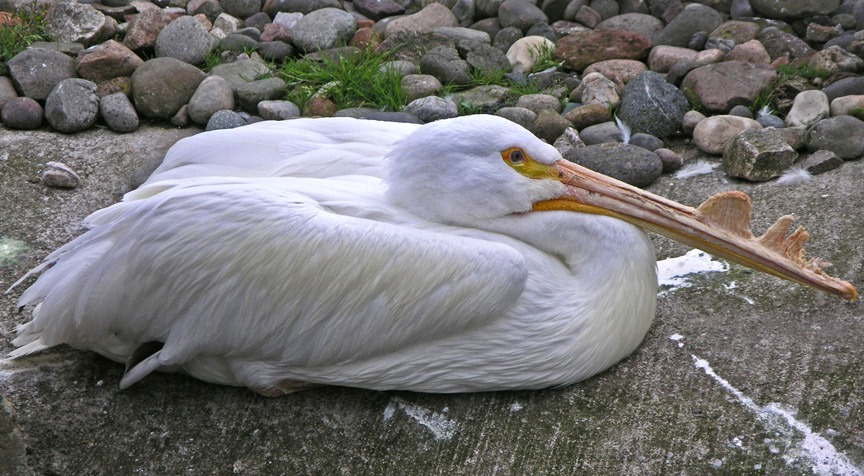